# シャルブ
シャルブ (Charb [ʃaʁb]; 本名: ステファヌ・シャルボニエ (Stéphane Charbonnier、フランス語: [ʃaʁbɔnje]; 1967年8月21日 – 2015年1月7日) は、フランスの風刺画家・ジャーナリスト。複数の新聞や雑誌に寄稿しており、著書も多い。1992年に風刺新聞『シャルリー・エブド』紙のメンバーとなり、2009年に同紙の編集長に就任した。2015年1月7日のシャルリー・エブド襲撃事件で殺害された。
政治的にはフランス共産党を支持し、2009年欧州議会議員選挙および2010年フランス地方選挙では共産党を含む左派諸政党や組合が連携して結成した「左派戦線 (Front de gauche)」を支持した。

## 政治的動向

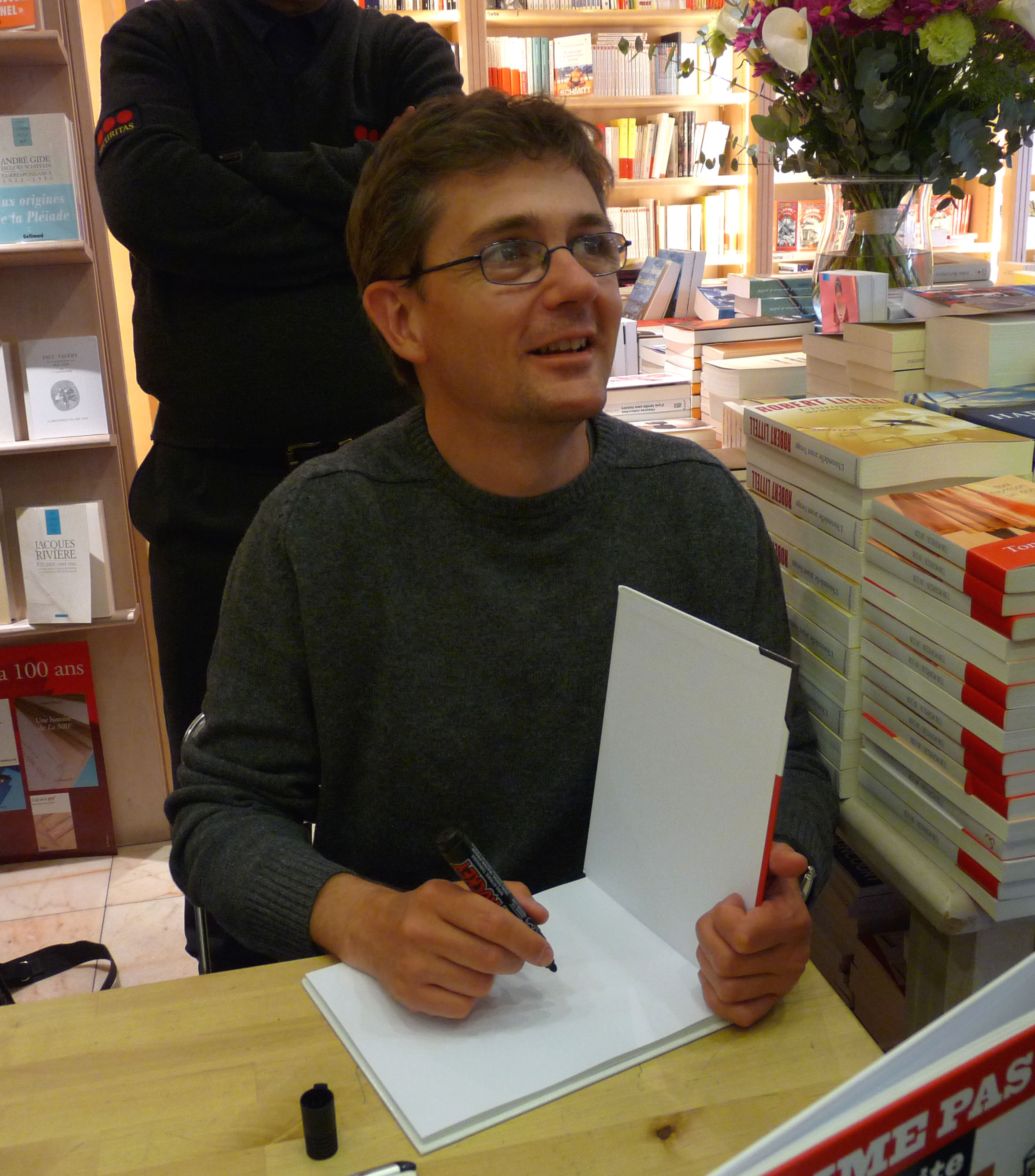
ストラスブールにて (2009年)

2006年、デンマークの日刊紙『ユランズ・ポステン』に掲載されたムハンマドの風刺画を転載した事件をきっかけに、特にイスラム諸国から激しい非難を受けることになった。2011年11月に『シャルリー・エブド』の事務所に火炎瓶が投げ込まれ全焼する事件が起き、これ以後、シャルブは警察の保護下に置かれた。
2012年、シャルブはこうした状況について、「復讐は恐れていない……こんなこと言うとちょっと大げさに聞こえるかもしれないけれど、跪いて生きるくらいなら立ったまま死んだほうがましだ」と語っていた。
個人的にも『シャルリー・エブド』の編集方針としてもライシテを熱心に支持した彼は、2012年、共和国ライシテ委員会の「ライシテ賞」審査委員長を務め、「宗教的過激主義者よりライシテが消えてしまうことの方が怖い」と語った。
2013年5月、アラビア半島のアルカイダの機関誌『インスパイア』に、「人道に反する犯罪」をもじった「イスラムに反する犯罪」で「手配中の人物」11人の名前を挙げたポスターが掲載された。サルマン・ラシュディ、デンマーク紙『ユランズ・ポステン』のフレミング・ローゼ文化欄編集長らとともにシャルブの名前も挙がっていた。

## 殺害
2015年1月7日に発生したシャルリー・エブド襲撃事件の2日前、シャルブは長年にわたって殺害脅迫を受けている経緯および『シャルリー・エブド』の立場・姿勢について説明する 『Lettre aux escrocs de l’islamophobie qui font le jeu des racistes (レイシストの思うつぼにはまっているイスラモフォビアの詐欺師らへの手紙) 』を書き上げたばかりであった（事件後、劇団Kのジェラルド・デュモンによる朗読会がフランス各地で定期的に行われている）。
長年にわたって『シャルリー・エブド』の医療コラムを担当し、当日、真っ先に駆けつけて救命に当たった緊急医のパトリック・プルーは、翌8日にBFM TVに出演し、「3分後に現場に到着して救命に当たったが……頭を撃たれていて、もうどうしようもなかった。（シャルブが倒れていた位置から、彼が）椅子から立ち上がろうとしたときに撃たれたのだと思われる。立ち上がってばかにして、侮蔑して、武器を奪い取ろうとしたに違いない。（彼とは長いつきあいでよく知っている……）彼だったら、そうしたに違いない。仲間を助けることができなかった」と泣き崩れ、「（犯人らは）『シャルリー・エブド』だけでなく民主主義を破壊しようとしたのだ……新聞を続けなければならない。やつらを勝たせるわけにはいかないのだから」と語った。

『シャルリー・エブド』のジャーナリストだったカロリーヌ・フレスト (Caroline Fourest) は事件後に発行した自著で次のように回想している。
シャルブに電話したが、応答がなかった。「あの馬鹿ども、あいつらがやったんだ」……、この言葉が何度も何度も頭のなかを巡った。あの風刺画事件が発生したとき、私も「シャルリー・エブド」のジャーナリストだった。あれから9年、シャルリーは繰り返し殺害脅迫を受けていた。ときには恐怖感を拭い去るために笑い飛ばすこともあったが、一度も警戒を怠ったことはないし、危機感は常にあった。シャルブにはそれがよくわかっていたし、護衛を付けていた。かすり傷程度だと思いたかった。シャルブなら奴らを笑い飛ばして、切り抜けてくれると思いたかった……
1月16日、ポントワーズでシャルブの葬儀が執り行われ、クリスチャーヌ・トビラ法務相、ナジャット・ヴァロー=ベルカセム教育相、フルール・ペルラン文化相、アンヌ・イダルゴ パリ市長、左派戦線のジャン＝リュック・メランション党首、ピエール・ロラン共産党全国書記、「国境なき記者団」のクリストフ・ドロワール事務局長らが出席した。トビラ法務相のほか、『シャルリー・エブド』の風刺画家・コラムニストらも追悼の辞を述べ、舞台に上がった仲間らはシャルブが好きだった陽気な音楽を演奏し、肩を抱き合いながら踊った。

## 著書
- Je suis très tolerant (僕はとても寛容), MC Productions / Charb, 1996
- Maurice et Patapon (モーリスとパタポン), I巻 (2005), II巻 (2006), III巻 (2007), IV巻 (2009), V巻 (2012), Hoëbeke, VI巻 (2013), Les Échappés
- Attention ça tache (気を付けて、汚れるよ), Casterman, 2004 (フィリップ・グルック（フランス語版）紹介)
- Charb n'aime pas les gens : chroniques politiques, 1996-2002 (シャルブは大衆嫌い ― 政治コラム 1996-2002), Agone, 2002
- Collectif, Mozart qu'on assassin (殺されたモーツァルト), Albin Michel, 2006 (カトリーヌ・ムリス（フランス語版）、リス、リュズ、ティニウス、ジュル (ジュリアン・ベルジョー)（フランス語版）との共作)
- J'aime pas les fumeurs (喫煙者は嫌い), Hoëbeke, 2007
- J'aime pas la retraite (年金生活は嫌だ), 2008 (パトリック・プルーとの共作)
- C'est la Faute à la société (社会のせいだ), 12 bis, 2008
- Dico Sarko (サルコ辞典), 12 bis, 2008
- Le Petit Livre rouge de Sarko (サルコ語録), 12 bis, 2009
- Éternuer dans le chou-fleur et autres métaphores sexuelles à travers le monde (カリフラワーにくしゃみ、その他の世界の性的隠喩), 文章：アントニオ・フィシェティ, Les Échappés, 2009
- Marx, mode d'emploi, La Découverte, 2009 (ダニエル・ベンサイド著、シャルブ挿絵)
  - 『マルクス [取扱説明書]』湯川順夫・中村富美子・星野秀明訳、柘植書房新社、2013年
- Le Cahier de vacances de Charlie Hebdo (『シャルリー・エブド』のヴァカンス手帳), Les Échappés, 2009 (カトリーヌ・ムリス（フランス語版）、リス、リュズとの共作)
- Les Fatwas de Charb (シャルブのファトワー), Les Échappés, 2009
- C'est pas là qu'on fait caca ! Maurice et Patapon pour enfants (そこでウンチしちゃダメ！― 子供向け『モーリスとパタポン』), Les Échappés, 2010
- Les dictons du jour, agenda 2011 (今日のことわざ ― 2011年手帳), Les Échappés, 2010
- Sarko, le kit de survie (サルコ、サバイバル・キット), 12 bis, 2010
- Marcel Keuf, le flic (ポリ公、マルセル・クフ), Les Échappés, 2011
- La salle des profs (職員室), 12 bis, 2012
- La Vie de Mahomet (ムハンマドの生涯), Les Échappés, 2013 (ジネブ・エル・ラズウィとの共作)
- Numa Sadoul, Dessinateurs de presse : entretiens avec Cabu, Charb, Kroll, Luz, Pétillon, Siné, Willem et Wolinski (風刺画家 ― ニュマ・サドゥルによるカビュ、シャルブ、クロル、リュズ、ペティヨン、シネ、ヴィレム、ウォランスキのインタビュー), Glénat, Grenoble, 2014, (ISBN 978-2-344-00016-8)
- Lettre aux escrocs de l'islamophobie qui font le jeu des racists (レイシストの思うつぼにはまっているイスラモフォビアの詐欺師らへの手紙), Les Échappés, 2015
- Charb - Charlie Hebdo 1992-2015 (シャルブ ― 『シャルリー・エブド』1992-2015), Les Échappés, 2016 (ISBN 978-2-35766-128-8)